# Ridott Township
Die Ridott Township ist eine von 18 Townships im Stephenson County im Nordwesten des US-amerikanischen Bundesstaates Illinois.

## Geografie
Die Ridott Township liegt im Nordwesten Illinois rund 25 km südlich der Grenze zu Wisconsin. Der Mississippi, der die Grenze zu Iowa bildet, befindet sich rund 85 km westlich.
Die Ridott Township liegt auf 42°15′51″ nördlicher Breite und 89°27′42″ westlicher Länge und erstreckt sich über 138,82 km². Durch den Norden der Township fließt der aus Wisconsin kommende Pecatonica River, ein Nebenfluss des Rock River.
Die Ridott Township liegt im Südosten des Stephenson County und grenzt im Osten an das Winnebago und im Süden an das Ogle County. Innerhalb des Stephenson County grenzt die Ridott Township im Westen an die Silver Creek Township, im Nordwesten an die Lancaster Township und im Norden an die Rock Run Township.

## Verkehr
Durch die Township führt in West-Ost-Richtung der U.S. Highway 20, der die kürzeste Verbindung zwischen den Städten Freeport und Rockford bildet. Alle weiteren Straßen sind County Roads und weiter untergeordnete und zum Teil unbefestigte Fahrwege.
Parallel zum Highway 20 verläuft eine Eisenbahnlinie der Canadian National Railway, die von Chicago nach Westen führt.
Der nächstgelegene Flugplatz ist der rund 5 km westlich der Township gelegene Albertus Airport bei Freeport, dem Zentrum der gesamten Region.

## Bevölkerung
Bei der Volkszählung im Jahr 2010 hatte die Township 1451 Einwohner. Neben Streubesiedlung gibt es folgende Siedlungen:
Villages
- German Valley
- Ridott

Unincorporated Community
- Evarts